# Фитензе
Фитензе (нем. Vitense) — деревня в Германии, в земле Мекленбург-Передняя Померания. Входит в состав города Рена района Северо-Западный Мекленбург. Расположена на реке Радегаст.

## История
Впервые упоминается в 1202 году.
В XX веке имела статус самостоятельной общины (коммуны). Носила название Фитензе-Парбер, 11 февраля 1995 переименована в Фитензе. Население общины составляло 339 человек (на 31 декабря 2010 года). Занимала площадь 13,16 км².
25 мая 2014 года вошла в состав города Рена.